# Dolichopus phaeopus
Dolichopus phaeopus är en tvåvingeart som beskrevs av Alexander Henry Haliday 1851. Dolichopus phaeopus ingår i släktet Dolichopus och familjen styltflugor. Inga underarter finns listade i Catalogue of Life.